# سيزاري ويلك
سيزاري ويلك (بالبولندية: Cezary Wilk)‏ (12 فبراير 1986 بوارسو في بولندا - ) هو لاعب كرة قدم بولندي في مركز الوسط. شارك مع منتخب بولندا تحت 21 سنة لكرة القدم ومنتخب بولندا تحت 23 سنة لكرة القدم ومنتخب بولندا لكرة القدم. أما مع النوادي، فقد لعب مع ديبورتيفو لاكورونيا وريال سرقسطة وفيسوا كراكوف وكورونا كييلتسى ونادي ال كي اس ودز.

## مسيرته الكروية
لعب سيزاري ويلك خلال مسيرته الاحترافية مع 5 أندية في أربعة عشر موسمًا وسجل خلالها 10 أهداف ضمن 207 مباراة. ولم يفز بأي موسم بالكأس وفاز في موسم واحد بالدوري.
خاض سيزاري ويلك مسيرته مع نادي كورونا كييلتسى في موسم 2005–06 في المرة الأولى ولمدة موسمين ثم في موسم 2007–08 واستمر معه طيلة ثلاثة مواسم، مشاركًا طوالها في 74 مباراة سجل خلالها 5 أهداف. ثم انتقل إلى نادي ال كي اس ودز في موسم 2006–07 لمدة موسم واحد، حيث شارك في 14 مباراة ولم يسجل أي هدف. لينتقل بعدها إلى نادي فيسوا كراكوف في موسم 2010–11 ليلعب معه أربعة مواسم، مشاركًا في 78 مباراة سجل خلالها 4 أهداف. ثم انتقل إلى نادي ديبورتيفو لاكورونيا في موسم 2013–14 ولمدة موسمين، مشاركًا في 30 مباراة ولم يسجل أي هدف. هذا وانتقل لاحقًا إلى نادي ريال سرقسطة في موسم 2015–16 ولمدة موسمين، مشاركًا في 11 مباراة سجل خلالها هدفًا واحدًا.

## وصلات خارجية
- سيزاري ويلك على موقع الاتحاد الأوربي (الإنجليزية)
- سيزاري ويلك على موقع قاعدة بيانات كرة القدم.إي يو (الإنجليزية)
- سيزاري ويلك على موقع ناشيونال فوتبول تيمز (الإنجليزية)
- سيزاري ويلك على موقع Soccerway.com (الإنجليزية)
- سيزاري ويلك على موقع AS.com (الإسبانية)